# 曹咏清
曹詠清（1927年—），女，江苏苏州人，中国生理学家，曾任中国科学院动物研究所研究员、博士生导师。